# Chaerophyllum pulvinificum
Chaerophyllum pulvinificum är en flockblommig växtart som först beskrevs av Ferdinand von Mueller, och fick sitt nu gällande namn av K.F. Chung. Chaerophyllum pulvinificum ingår i släktet rotkörvlar, och familjen flockblommiga växter. Inga underarter finns listade i Catalogue of Life.